# Anticyclus tridonta
Anticyclus tridonta is een rondwormensoort uit de familie van de Linhomoeidae. De wetenschappelijke naam van de soort is voor het eerst geldig gepubliceerd in 1965 door Murphy.